# Музиашвили, Малхаз
Малхаз Музиашвили (груз. მალხაზ მუზიაშვილი, род.10 мая 1985) — грузинский борец вольного стиля, призёр чемпионатов Европы.

## Биография
Родился в 1985 году. В 2005 году занял 12-е место на первенстве мира среди юниоров.
В 2009 году завоевал бронзовую медаль чемпионата Европы.